# João Cabral
João Cabral (ur. 1599 w Celorico da Beira, zm. po 1627) – portugalski jezuita, misjonarz  i odkrywca. 
Do zakonu jezuitów wstąpił w roku 1615. W 1624 udał się do Indii. Tam wziął udział w ekspedycji Estêvão Cacelli do Chin przez Himalaje. Podróżnicy szukali zaginionego państwa chrześcijańskiego w Azji Centralnej. Był to Kościół nestoriański w Chinach, rozwijający się tam od czasów misji biskupa Alopena w 635, na którego ślady natrafił – w postaci tzw. steli z Xi’an – jezuita z Francji Nicolas Trigault.
Ekspedycja Portugalczyków dotarła do Bhutanu, Nepalu oraz Tybetu. We wszystkich tych państwach byli oni pierwszymi Europejczykami. Szczególnie dobrze zostali przyjęci przez pierwszego władcę Bhutanu, szabdrunga Ngawang Namgyala.